# ترمرئوک
ترمرئوک (به فرانسوی: Tréméreuc) یک کمون در فرانسه است که در Canton of Ploubalay واقع شده‌است.

## خصوصیات
ترمرئوک ۴٫۱۵ کیلومترمربع مساحت و ۵۹۴ نفر جمعیت دارد.